# فلودا، لیروم
فلودا (به سوئدی: Floda) در بخش لیروم در کشور سوئد واقع شده‌است. جمعیت این شهر ۱۳۵۶٫۱۴  نفر است.